# Strýta
Strýta är ett berg i republiken Island. Det ligger i regionen Västfjordarna, 200 km norr om huvudstaden Reykjavík. Toppen på Strýta är 656 meter över havet.
Trakten runt Strýta är nära nog obefolkad, med mindre än två invånare per kvadratkilometer. Det finns inga samhällen i närheten. Trakten runt Strýta är permanent täckt av is och snö.